# Rajd Valais 2009
Rajd Valais 2009 (50. Rallye International du Valais) – 50 edycja rajdu samochodowego Rajd Valais rozgrywanego we Szwajcarii. Rozgrywany był od 30 października do 1 listopada 2009 roku. Była to jedenasta runda Rajdowych Mistrzostw Europy w roku 2009 oraz szósta runda Rajdowych Mistrzostw Szwajcarii. Składał się z 18 odcinków specjalnych.

## Klasyfikacja rajdu
| Miejsce                | Kierowca               | Pilot                    | Samochód                       | Czas                   | Strata                 |
| Klasyfikacja Generalna | Klasyfikacja Generalna | Klasyfikacja Generalna   | Klasyfikacja Generalna         | Klasyfikacja Generalna | Klasyfikacja Generalna |
| ---------------------- | ---------------------- | ------------------------ | ------------------------------ | ---------------------- | ---------------------- |
| 1.                     | Gregoire Hotz          | Pietro Ravasi            | Peugeot 207 S2000              | 2:53:29.8              | 0.0                    |
| 2.                     | Giandomenico Basso     | Mitia Dotta              | Fiat Abarth Grande Punto S2000 | 2:54:23.5              | +53.7                  |
| 3.                     | Michał Sołowow         | Maciej Baran             | Peugeot 207 S2000              | 2:58:57.5              | +5:27.7                |
| 4.                     | Florian Gonon          | Sandra Arlettaz-Schmidly | Subaru Impreza STi N12         | 3:00:04.3              | +6:34.5                |
| 5.                     | Bryan Bouffier         | Nicolas Klinger          | Citroën C2 R2                  | 3:04:50.6              | +11:20.8               |
| 6.                     | Alessandro Bettega     | Simone Scattolin         | Renault Clio R3                | 3:05:12.5              | +11:42.7               |
| 7.                     | Thierry Neuville       | Nicolas Klinger          | Citroën C2 R2                  | 3:07:08.9              | +13:39.1               |
| 8.                     | Jean-Philippe Radoux   | Jean-Nöel Gregoire       | Mitsubishi Lancer Evo IX       | 3:07:49.3              | +14:19.5               |
| 9.                     | Jan de Winkel          | Radboud van Hoek         | Renault Clio R3                | 3:09:07.8              | +15:38.0               |
| 10.                    | Pascal Rossoz          | Laeticia Rossoz-Cincotta | Renault Clio R3                | 3:13:35.6              | +20:05.8               |
| Klasyfikacja ERC       |                        |                          |                                |                        |                        |
| 1. (2.)                | Giandomenico Basso     | Mitia Dotta              | Fiat Abarth Grande Punto S2000 | 2:54:23.5              | 0.0                    |
| 2. (3.)                | Michał Sołowow         | Maciej Baran             | Peugeot 207 S2000              | 2:58:57.5              | +4:34.0                |